# ميشيل دارد
ميشيل دارد (بالفرنسية: Michel Dard)‏ ولد في ديسمبر 1908 بباد كاليه وتوفى في 3 يوليو 1979. وهو كاتب فرنسي، وصديق جورج برنانوس. حصل على جائزة فيمينا الأدبية عام 1973.